# عصب صدري ظهري
العصب الصدري الظهري أو عصب تحت كتفي طويل (بالإنجليزية: Thoracodorsal nerve)‏ هو عصب يوجد في الإنسان وبعض الكائنات الحية مسئول عن تغذية العضلة الظهرية العريضة.

## التكوين
ينشأ العصب الصدري الظهري من الضفيرة العضدية حيث تشارك الفروع البطنانية للأعصاب العنقية السادسة والسابعة والثامنة في تكوين أليافه العصبية. ينشأ ذلك العصب من الحبل الخلفي للضفيرة العضدية الذي يتكون من جميع جذور الأعصاب الشوكية المكونة للضفيرة العضدية ابتداءً من زوج العصبين الشوكيين العنقيين السادس انتهاءً بزوج العصبين الشوكيين الصدريين الأول.
يحاذي هذا العصب في مساره مسار شريان تحت الكتف على طول الجدار الخلف للإبط حتى العضلة الظهرية العريضة حيث يمكن تبعه حتى الحد السلفي للعضلة.

## الوظيفة
يغذي العصب الصدري الظهري العضة الظهرية العريضة في الجزء العميق منها.